# José Aguilar (pugile)
José Aguilar Pulsar (Guantánamo, 24 novembre 1958 – Guantánamo, 4 aprile 2014) è stato un pugile cubano.

## Palmarès

### Olimpiadi
- 1 medaglia:
  - 1 bronzo (Mosca 1980 nei pesi superleggeri)